# Patrik Voleský
Patrik Voleský (* 18. května 1998 Ústí nad Orlicí) je český fotbalista, který je momentálně hráčem klubu FC Silon Táborsko. Nejčastěji nastupuje na pozici hrotového útočníka.

## Hráčská kariéra
Patrik Voleský je odchovancem klubu FK Česká Třebová, kde začal svou fotbalovou kariéru ve svých 6 letech. V kategoriích U13 a U14 působil na hostování v FK Pardubice. Následně rovněž na hostovaní zamířil do Sigmy Olomouc, kam v dubnu 2015 přestoupil.
V Sigmě prošel všechny dorostenecké kategorie a v sezoně 2015/16 si připsal 1 start za B mužstvo, tehdy hrající Fotbalovou národní ligu. S prvním týmem absolvoval několik tréninků a přípravných zápasů, místo v kádru si však natrvalo neudržel.
V jarní části sezony 2017/18 hostoval v klubu 1.HFK Olomouc v MSFL, kterému nakonec ani jarní vzepětí nestačilo na záchranu soutěže. Následující sezonu strávil na hostování v Baníku Sokolov ve Fortuna národní lize, kde si připsal 14 startů a 2 branky. Podzim roku 2019 dokončil v B týmu Sigmy Olomouc v MSFL.
Rok 2020 poznamenaný pandemií covidu-19 strávil na hostování v Jiskře Ústí nad Orlicí, hrající ČFL, kde vstřelil 3 branky. V květnu 2020 byl na zkoušce v třetiligovém klubu FC MAS Táborsko, který následně po sezoně administrativně postoupil do 2.ligy.
V červenci 2021, po vypršení smlouvy se Sigmou Olomouc, odešel na své první zahraniční angažmá do druholigového slovenského klubu MFK Skalica, kde podepsal roční smlouvu. Před sezonou 2022/23 zamířil jako volný hráč do FC Košice. Nastoupil do 19 utkání a stal se tak členem týmu, který vybojoval postup do 1.ligy.
V létě 2023 změnil dres, když se na 2 roky upsal druholigovému KFC Komárno, se kterým následně postoupil do 1.ligy. V utkání 8.kola Niké ligy (21.9.2024) vstřelil proti týmu AS Trenčín (2:1) svou první branku v nejvyšší slovenské soutěži.
V únoru 2025 po 3,5 letech strávených na Slovensku přestoupil do druholigového Táborska.

## Klubové statistiky
| sezona            | klub                      | země      | soutěž               | zápasy | góly |
| ----------------- | ------------------------- | --------- | -------------------- | ------ | ---- |
| 2015/16           | SK Sigma Olomouc B        | Česko     | Fortuna národní liga | 1      | 0    |
| 2016/17           | SK Sigma Olomouc B        | Česko     | MSFL                 | 6      | 4    |
| 2017/18 (podzim)  | SK Sigma Olomouc U21      | Česko     | Juniorská liga       | 16     | 5    |
| 2017/18 (jaro)    | 1.HFK Olomouc             | Česko     | MSFL                 | 14     | 3    |
| 2018/19           | FK Baník Sokolov          | Česko     | Fortuna národní liga | 14     | 2    |
| 2019/20 (podzim)  | SK Sigma Olomouc B        | Česko     | MSFL                 | 15     | 1    |
| ** 2019/20 (jaro) | TJ Jiskra Ústí nad Orlicí | Česko     | ČFL                  | 1      | 0    |
| ** 2020/21        | TJ Jiskra Ústí nad Orlicí | Česko     | ČFL                  | 8      | 3    |
| 2021/22           | MFK Skalica               | Slovensko | 2.liga               | 29     | 12   |
| 2022/23           | FC Košice                 | Slovensko | 2.liga               | 19     | 1    |
|                   | Slávia TU Košice          | Slovensko | 3.liga               | 9      | 5    |
| 2023/24           | KFC Komárno               | Slovensko | 2.liga               | 28     | 12   |
| 2024/25 (podzim)  | KFC Komárno               | Slovensko | Niké liga            | 10     | 3    |
| 2024/25 (jaro)    | FC Silon Táborsko         | Česko     | Chance národní liga  | 11     | 4    |
|                   | FC Silon Táborsko B       | Česko     | ČFL, skupina A       | 1      | 0    |
|                   |                           |           |                      |        |      |
|                   | CELKEM                    | Česko     | 2. liga              | 26     | 6    |
|                   |                           | Česko     | ČFL                  | 10     | 3    |
|                   |                           | Česko     | MSFL                 | 35     | 8    |
|                   |                           | Česko     | Juniorská liga       | 16     | 5    |
|                   |                           | Slovensko | 1.liga               | 10     | 3    |
|                   |                           | Slovensko | 2.liga               | 76     | 25   |
|                   |                           | Slovensko | 3.liga               | 9      | 5    |
|                   |                           |           |                      |        |      |
|                   |                           |           | součet               | 182    | 55   |

pozn.: aktuální statistika po skončení podzimní části sezony 2024/25.
**= sezona předčasně ukončena z důvodu pandemie covidu-19.

## Individuální ocenění
Koncem roku 2016 se umístil v tradičním seriálu Deníku Sport, který mapuje TOP 50 českých fotbalových talentů daného ročníku na 40. místě.
V tomto soutěžním ročníku 2016/17 se stal 4. nejlepším střelcem I. celostátní dorostenecké ligy.